# DECHEMA-Forschungsinstitut

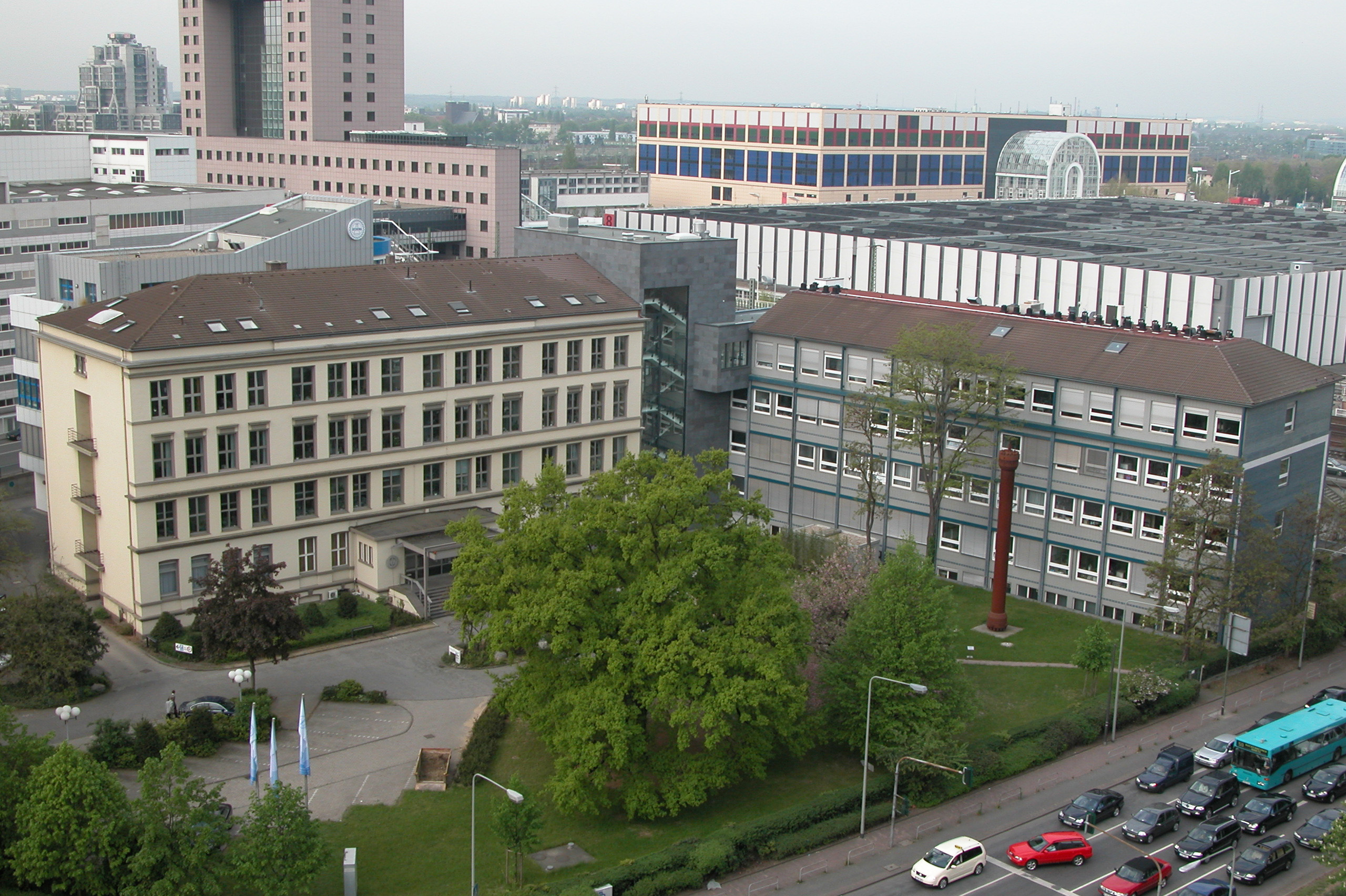
DECHEMA-Haus von oben, das DFI befindet sich im rechten Gebäudeteil

Das DECHEMA-Forschungsinstitut (DFI) in Frankfurt am Main ist eine gemeinnützige Stiftung bürgerlichen Rechts, die sich der interdisziplinären Forschung für nachhaltige Technologien widmet.

## Arbeitsbereiche

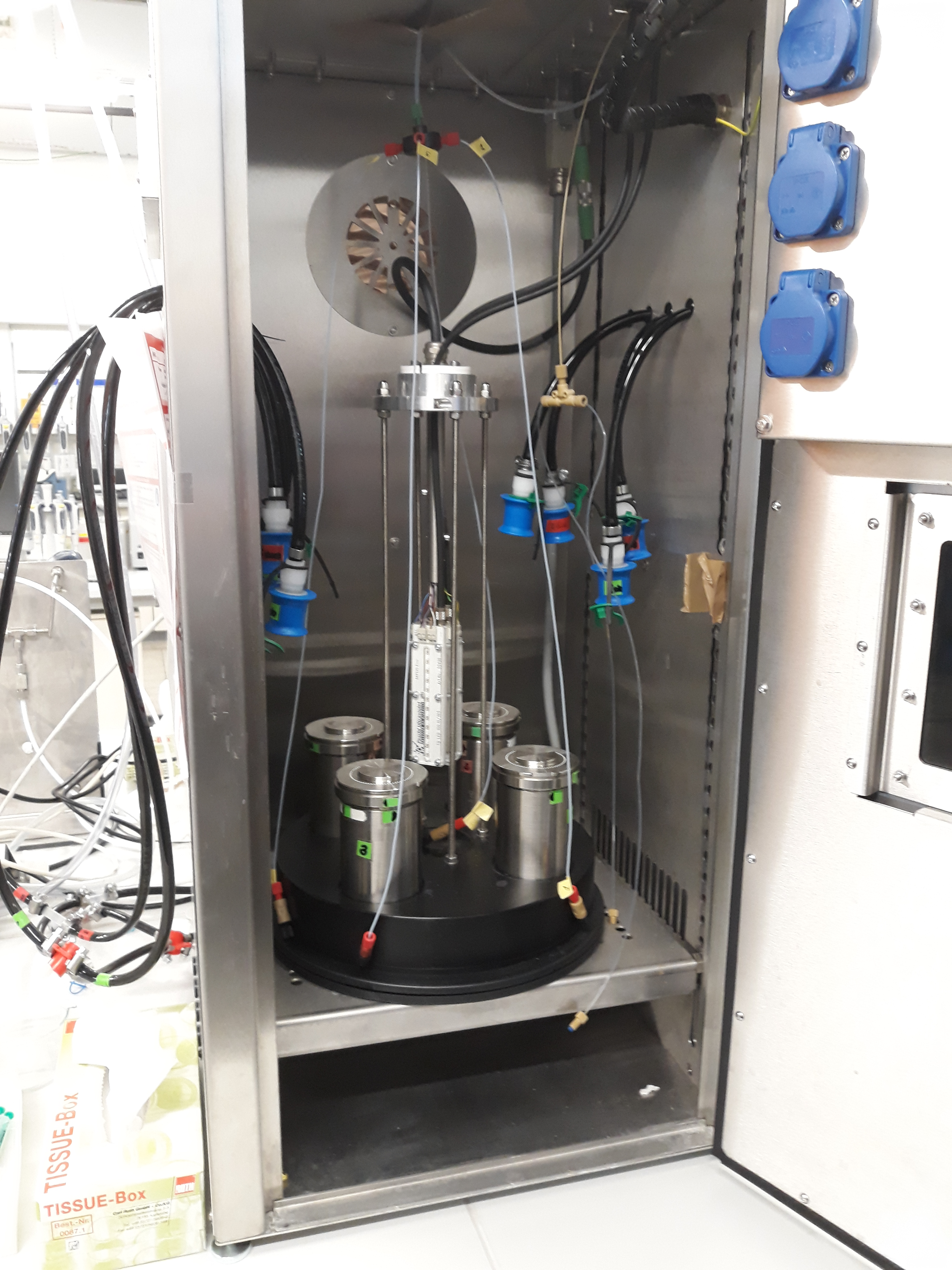
Photoreaktor Dechema

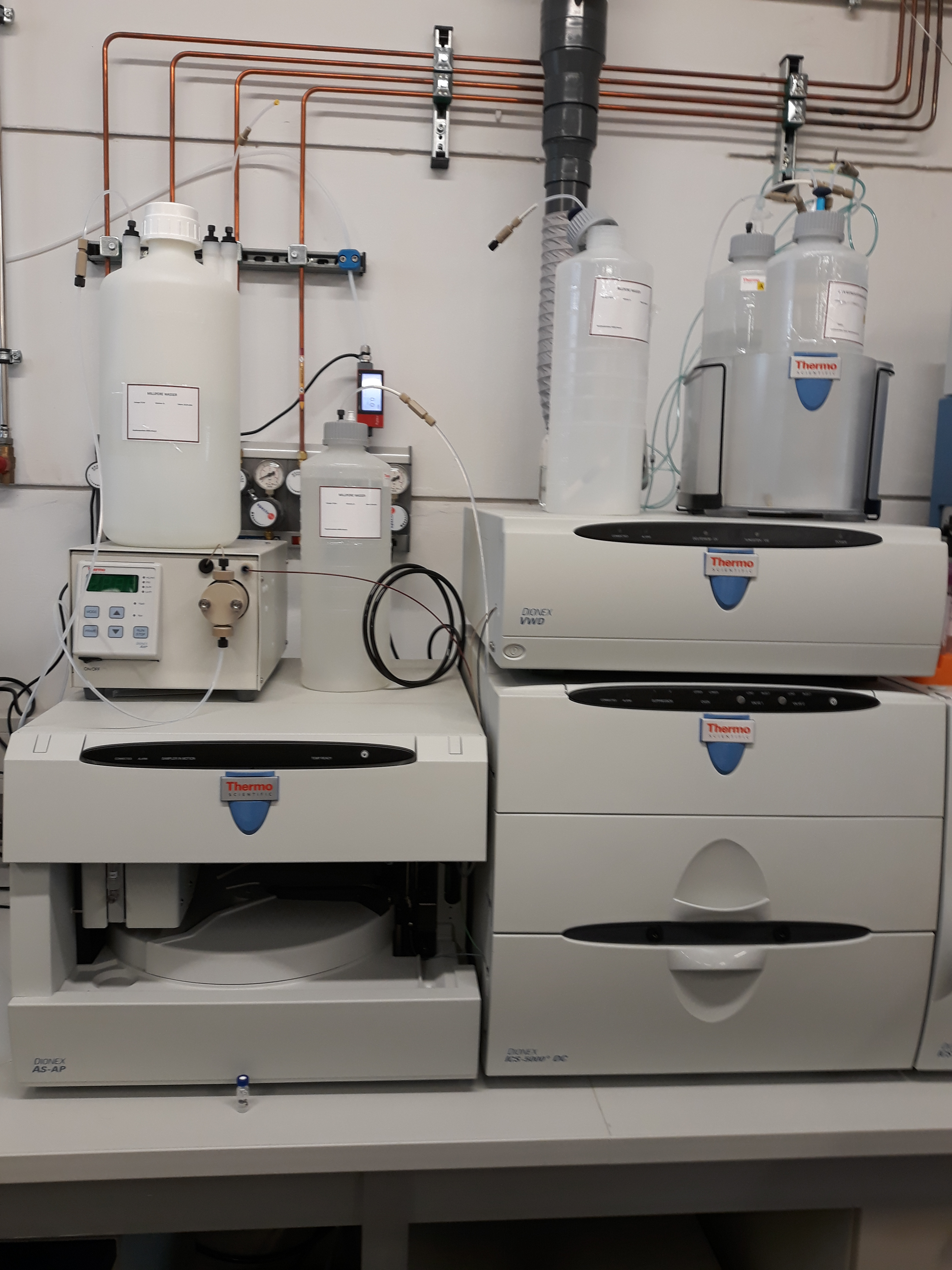
HPLC GC

Ziel der Arbeit des gemeinnützigen und unabhängigen Forschungsinstituts ist die Förderung einer wettbewerbsfähigen, ressourcen- und umweltschonenden Industriegesellschaft. Die Hauptarbeitsgebiete liegen in den Bereichen Energieeffizienz, Ressourcenschonung und Biologisierung der Chemie und gründen auf den Kernkompetenzen in den Forschungsdisziplinen Technische Chemie, Elektrochemie, Korrosion, Hochtemperaturwerkstoffe und Biotechnologie, die seit seiner Gründung am Institut vertreten sind. Hierbei bringt das Institut seine über fünf Jahrzehnte aufgebaute und international anerkannte Kompetenz von der Grundlagenforschung bis zur anwendungsnahen Entwicklung in die Forschung ein.
Aktuelle Forschungsschwerpunkte sind Brennstoffzellen und Metall-Luft-Batteriesysteme, innovativer Korrosionsschutz bei niedrigen und hohen Temperaturen, neue Recyclingmethoden für Wertstoffe, Erschließung biologischer Rohstoffquellen sowie biologische Produktionsmethoden für Chemievorprodukte.
Die neuesten Trends in der Forschung sind beispielsweise eine mikrobiell betriebene galvanische Zelle und die biotechnische Herstellung von Methanol als Brennstoff. Auch an der Entwicklung neuer Solarzellen auf Titandioxidbasis sowie an der Photokatalyse zum Abbau von Stickoxiden in der Luft wird aktuell geforscht.
Dafür stehen moderne Analysengeräte wie HPLC-Anlagen, kombiniert mit Gaschromatographen und Massenspektrometern, aber auch Rasterelektronenmikroskope und individuell konstruierte Photoreaktoren zur Verfügung. Auch mikrobiologische Labore mit verschiedenen Sicherheitsstufen können genutzt werden.
Neben der Forschung bietet das DECHEMA-Forschungsinstitut ein breites Weiterbildungsangebot an. Es werden Seminare zu den Themen Verfahrenstechnik, Elektrochemie, Korrosion Biotechnologie und anderen Querschnittsthemen angeboten.

## Geschichte
Das Institut wurde 1961 unter dem Namen „DECHEMA-Institut“ als Teil der DECHEMA gegründet. 1970 wurde es umbenannt in „Karl-Winnacker-Institut“. Seit dem 1. März 2012 ist es unter dem Namen „DECHEMA-Forschungsinstitut“ eigenständig in Form einer gemeinnützigen Stiftung bürgerlichen Rechts, anerkannt durch das Regierungspräsidium Darmstadt unter Az. I13-25d04/11-(12)-720.

## Finanzierung
Hinter der Stiftung stehen rund 20 industrielle und private Stifter; die Finanzierung erfolgt zu circa 2/3 aus Projekten (öffentlich geförderte Projekte und Projekte der industriellen Auftragsforschung) und zu 1/3 aus Beteiligungen und Spenden. Die industriellen Auftraggeber für die Forschung entstammen in der Hauptsache den Bereichen Apparate- und Anlagenbau, Chemische Industrie, Biotechnologie, Verfahrenstechnik, Energietechnik, Werkstoff- und Oberflächentechnik, Automobiltechnik und Luftfahrttechnik. Die öffentlich geförderten Projekte werden zum größten Teil von den Geldgebern BMWi (IGF-AiF), BMBF, BMVEL, DFG, EU und DBU finanziert.

## Einbindung
Das Institut ist Teil des DECHEMA-Kompetenznetzwerks, dem auch die DECHEMA e. V. und die DECHEMA Ausstellungs-GmbH angehören, und bietet neben der Forschung ein breites Weiterbildungsangebot sowie Beratung auf den von diesem Netzwerk vertretenen Themenfeldern.
Das DECHEMA-Forschungsinstitut ist Gründungsmitglied der Deutschen Industrieforschungsgemeinschaft Konrad Zuse.

## Auszeichnungen (Auswahl)
- Ulick R. Evans Award 2012 (Institute of Corrosion)[2]
- Buehler Best Paper Award 2011 (Praktische Metallographie)[3]
- Materialographie-Preis 2011 (Deutsche Gesellschaft für Materialkunde)[4]
- Otto von Guericke-Preis 2011 (Arbeitsgemeinschaft industrieller Forschungsvereinigungen "Otto von Guericke" e. V.)[5]
- Cavallaro Medal 2010 (European Federation of Corrosion)[6]
- Buehler Best Paper Award 2009 (Praktische Metallographie)[7]
- Otto von Guericke-Preis 2004 (Arbeitsgemeinschaft industrieller Forschungsvereinigungen "Otto von Guericke" e. V.)[8]

## Presseberichte
- Uta Neubauer: Bioelektrochemie: Bakterien unter Strom. Hessen-Biotech NEWS 1/2014, S. 18 (PDF; 1,2 MB (PDF) ).
- Benjamin Thiering: Wie kommt die Minze in den Kaugummi? Biotechnologie versus Chemie. In: Hessen-Biotech News, 1/2013, S. 9; hessen-biotech.de (PDF; 1,3 MB).
- Stiftung DECHEMA-Forschungsinstitut – Forschung für nachhaltige Technologien. In:  Hessen-Nanotech News, 1/2013, S. 18; hessen-nanotech.de (PDF; 1,3 MB).
- Bundesregierung fördert Biotechnologie vom Main. In: Frankfurter Neue Presse, 2. Mai 2013 (web.archive.org).